# Szypowiec
Szypowiec – część wsi Roszowicki Las w Polsce, położona w województwie opolskim, w powiecie kędzierzyńsko-kozielskim, w gminie Cisek.
W latach 1975–1998 Szypowiec należał administracyjnie do ówczesnego województwa opolskiego.